# Harardhere
Harardhere (somaleză Xarardheere, arabă هرارديري) este un oraș din Somalia.